# 重倉祐光
重倉 祐光（しげくら ゆうこう、1931年3月31日 - 2020年10月1日）は、日本の工学者。東京理科大学名誉教授。東京理科大学学長補佐や、諏訪東京理科大学初代学長を務めた。藍綬褒章受章。

## 略歴
重倉珉祐（東北大学名誉教授）長男として、1931年仙台市に生まれる。東北大学工学部建築学科、同大学院博士課程を経て小野田セメント中央研究所に7年間勤務、東京理科大学に転じ助教授、39歳で教授となる。
建築学科主任、理工学部長、理工学研究科長、火災科学研究所長、学長補佐などの要職を歴任した。1998年東京理科大学諏訪短期大学を四年制大学に転換するため学長として赴任、転換後、諏訪東京理科大学学長を務めた。専門は建築材料学。
1959年、東北大学より「コンクリートの透水に関する研究」で工学博士号を取得。

## 学外での主な活動
日本建築学会、および日本コンクリート工学協会の学術担当理事を務めたほか、1981年には建設材料研究会を設立、proceedingsを発行、アルカリ骨材反応、山砂、鉄筋の腐食など、それぞれの時代に発生した新しい問題について研究会・講演会を開催した他、ハワイのSEAOHとの密接な交流を進めている。
また通商産業省関連では特に骨材、生コンクリート関係の委員会に所属した他、多数のJIS規格の立案・改定に尽力した。建設省においては、中央建設工事紛争審査会特別委員を長年務め、多くの建築紛争事件を仲裁した。海外との公的交流にあっては、西パキスタンにおける低価格住宅供与の可能性調査中にインド・パキスタン戦争に巻き込まれる体験をしている。1976年には外務省・通産省の依頼を受け、フィリッピンに対するパーチクルボードの技術供与に関する協定を結び、日本国代表として協定書にサインを行っている。

## 主な著書
- コンクリート混和剤　1965　技術書院
- ブロック建築工ポケットブック　1963　日本コンクリートブロック協会
- 生コンの技術シリーズ全9巻　　1983～87　建設材料研究会
- 一級建築士受験4週間　1985～1994　改定4版　彰国社
- 二級建築士受験4週間　1985～1994　改定3版　彰国社
- 生コンの生産技術と経営管理　　1993　日本規格協会
- 一級建築士受験講座　学科Ⅲ　1989　鹿島出版会
- 建築材料学　　1987～2002　改定6版　建設材料研究会

生コンの生産技術と経営管理　　1993　日本規格協会
コンクリート技士・主任技士合格マニュアル1998～2009改定3版

## 受賞歴
1983年通商産業大臣賞　1986年国土交通大臣賞を受賞した他、1993年には工業標準化事業に貢献した功績により藍綬褒章、2007年には瑞宝中綬章の叙勲を受けている。